# Persone di cognome Grant
| Questa pagina contiene informazioni ricavate automaticamente dalle voci biografiche con l'ausilio del template Bio e di un bot. L'aggiornamento è periodico e automatico e ricostruisce completamente la pagina. Se manca una persona in questa lista, sei pregato di non aggiungerla, ma accertati piuttosto che la sua voce biografica contenga il template Bio e che i dati anagrafici siano correttamente compilati. Se il template Bio manca, inseriscilo tu stesso o, in alternativa, metti l'avviso {{tmp\|Bio}} che ne segnala la mancanza. Se i dati riportati sono sbagliati, correggi direttamente la voce biografica; le modifiche saranno visibili in questa lista entro pochi giorni. Per chiarimenti vedi il progetto antroponimi. La lista contiene solo le 139 persone che sono citate nell'enciclopedia e per le quali è stato implementato correttamente il template Bio. Pagina aggiornata al 23 lug 2025. |

Questa è una lista di persone presenti nell'enciclopedia che hanno il cognome Grant, suddivise per attività principale.

## Allenatori di calcio(5)
- Tony Grant, allenatore di calcio e ex calciatore inglese (Liverpool, n. 1974)
- Avraham Grant, allenatore di calcio israeliano (Petah Tiqwa, n. 1955)
- Kevin Grant, allenatore di calcio e ex calciatore inglese (Londra, n. 1952)
- Peter Grant, allenatore di calcio e ex calciatore scozzese (Bellshill, n. 1965)
- Wilf Grant, allenatore di calcio e calciatore inglese (Bedlington, n. 1920 - Worcester, † 1990)

## Allenatori di pallacanestro(1)
- Anthony Grant, allenatore di pallacanestro statunitense (Miami, n. 1966)

## Altisti(1)
- Dalton Grant, ex altista britannico (Hackney, n. 1966)

## Ammiragli(1)
- Percy Grant, ammiraglio inglese (n. 1867 - † 1952)

## Artisti marziali misti(1)
- TJ Grant, artista marziale misto canadese (Halifax, n. 1984)

## Attori(8)
- Cary Grant, attore britannico (Bristol, n. 1904 - Davenport, † 1986)
- David Marshall Grant, attore, sceneggiatore e produttore televisivo statunitense (Westport, n. 1955)
- Hugh Grant, attore britannico (Londra, n. 1960)
- Kirby Grant, attore statunitense (Butte, n. 1911 - Contea di Brevard, † 1985)
- Lawrence Grant, attore britannico (Bournemouth, n. 1870 - Santa Barbara, † 1952)
- Michael Grant, attore e modello statunitense (Kingsport, n. 1995)
- Richard E. Grant, attore britannico (Mbabane, n. 1957)
- Rodney A. Grant, attore statunitense (Macy, n. 1959)

## Attrici(13)
- Allie Grant, attrice statunitense (Tupelo, n. 1994)
- Barra Grant, attrice, sceneggiatrice e regista statunitense (New York, n. 1948)
- Beth Grant, attrice statunitense (Gadsden, n. 1949)
- Brea Grant, attrice statunitense (Marshall, n. 1981)
- Clare Grant, attrice, produttrice cinematografica e ex modella statunitense (Memphis, n. 1979)
- Faye Grant, attrice statunitense (St. Clair Shores, n. 1957)
- Jenessa Grant, attrice canadese (Toronto, n. 1988)
- Kathryn Grant, attrice statunitense (West Columbia, n. 1933 - Hillsborough, † 2024)
- Lee Grant, attrice, regista e produttrice cinematografica statunitense (New York, n. 1925)
- Olivia Grant, attrice britannica (Londra, n. 1983)
- Rachel Grant, attrice britannica (Parañaque, n. 1977)
- Shalita Grant, attrice statunitense (Baltimora, n. 1988)
- Valentine Grant, attrice statunitense (Frankfort, n. 1881 - Orange County, † 1949)

## Attrici pornografiche(1)
- Shauna Grant, attrice pornografica statunitense (Bellflower, n. 1963 - Palm Springs, † 1984)

## Bassisti(1)
- Marshall Grant, bassista statunitense (n. 1928 - Jonesboro, † 2011)

## Biologhe(1)
- Barbara Rosemary Grant, biologa e zoologa britannica (Arnside, n. 1936)

## Biologi(1)
- Peter Raymond Grant, biologo e zoologo inglese (Londra, n. 1936)

## Calciatori(12)
- Alex Grant, calciatore inglese (Manchester, n. 1994)
- Allean Grant, calciatore britannico (n. 1983)
- Anthony Grant, calciatore inglese (Lambeth, n. 1987)
- Colin Grant, ex calciatore e allenatore di calcio scozzese (Bo'ness, n. 1944)
- Donny Grant, ex calciatore costaricano (n. 1976)
- Joel Grant, ex calciatore inglese (Londra, n. 1987)
- John Grant, calciatore inglese (Londra, n. 1891)
- Jonathan Grant, calciatore canadese (Pickering, n. 1993)
- Jorge Grant, calciatore inglese (Oxford, n. 1994)
- Lee Anderson Grant, ex calciatore inglese (Hemel Hempstead, n. 1983)
- Rhyan Grant, calciatore australiano (Canowindra, n. 1991)
- Roddy Grant, ex calciatore scozzese (Cloucester, n. 1966)

## Calciatrici(3)
- Abbi Grant, calciatrice scozzese (Dundee, n. 1995)
- Charlotte Grant, calciatrice australiana (Adelaide, n. 2001)
- Chasity Grant, calciatrice olandese (n. 2001)

## Cantanti(2)
- Eddy Grant, cantante, musicista e produttore discografico guyanese (Plaisance, n. 1948)
- Ronny Grant, cantante e doppiatore olandese (Aruba, n. 1943)

## Cantautrici(3)
- Amy Grant, cantautrice e musicista statunitense (Augusta, n. 1960)
- Lana Del Rey, cantautrice e poetessa statunitense (New York, n. 1985)
- Natalie Grant, cantautrice statunitense (Seattle, n. 1971)

## Cestiste(2)
- Erin Grant, ex cestista e allenatrice di pallacanestro statunitense (Arlington, n. 1984)
- Tyra Grant, ex cestista statunitense (Youngstown, n. 1988)

## Cestisti(18)
- Greg Grant, ex cestista e allenatore di pallacanestro statunitense (Trenton, n. 1966)
- Jerami Grant, cestista statunitense (Portland, n. 1994)
- Jerian Grant, cestista statunitense (Silver Spring, n. 1992)
- Josh Grant, ex cestista statunitense (Salt Lake City, n. 1967)
- Kenny Grant, ex cestista e allenatore di pallacanestro svedese (Norrköping, n. 1982)
- Antonio Grant, ex cestista statunitense (North Augusta, n. 1976)
- Brian Grant, ex cestista statunitense (Columbus, n. 1972)
- Gary Grant, ex cestista e allenatore di pallacanestro statunitense (Canton, n. 1965)
- Harvey Grant, ex cestista e allenatore di pallacanestro statunitense (Augusta, n. 1965)
- Horace Grant, ex cestista statunitense (Augusta, n. 1965)
- Jerai Grant, cestista statunitense (Bowie, n. 1989)
- Keaton Grant, ex cestista statunitense (Kissimmee, n. 1986)
- Malcolm Grant, ex cestista statunitense (Brooklyn, n. 1988)
- Paul Grant, ex cestista e allenatore di pallacanestro statunitense (Pittsburgh, n. 1974)
- Sasha Grant, cestista italiano (Cagliari, n. 2002)
- Steve Grant, ex cestista statunitense (Bronx, n. 1957)
- Travis Grant, ex cestista statunitense (Clayton, n. 1950)
- Tyrone Grant, ex cestista statunitense (Brooklyn, n. 1977)

## Danzatori(1)
- Alexander Grant, ballerino e direttore artistico neozelandese (Wellington, n. 1925 - Londra, † 2011)

## Diplomatici(1)
- John Peter Grant, diplomatico britannico (Londra, n. 1807 - Upper Norwood, † 1893)

## Dirigenti d'azienda(1)
- Valentino Grant, manager e politico italiano (Roma, n. 1964)

## Dirigenti sportivi(1)
- Kim Grant, dirigente sportivo, allenatore di calcio e ex calciatore ghanese (Sekondi-Takoradi, n. 1972)

## Economisti(1)
- Robert M. Grant, economista britannico (Bristol, n. 1948)

## Erpetologi(1)
- Chapman Grant, erpetologo statunitense (North Salem, n. 1887 - Escondido, † 1983)

## Esploratori(1)
- James Augustus Grant, esploratore britannico (Nairn, n. 1827 - Nairn, † 1892)

## Fumettisti(1)
- Alan Grant, fumettista britannico (Bristol, n. 1949 - † 2022)

## Funzionari(1)
- James Grant, funzionario statunitense (Pechino, n. 1912 - † 1995)

## Generali(4)
- Henry Grant, generale inglese (n. 1848 - † 1919)
- James Hope Grant, generale britannico (Bridge of Earn, n. 1808 - Londra, † 1875)
- Colquhoun Grant, generale britannico (n. 1772 - † 1835)
- Ulysses S. Grant, generale e politico statunitense (Point Pleasant, n. 1822 - Wilton, † 1885)

## Giocatori di baseball(1)
- Frank Grant, giocatore di baseball statunitense (Pittsfield, n. 1865 - New York, † 1937)

## Giocatori di football americano(12)
- Bob Grant, giocatore di football americano statunitense (Jacksonville, n. 1946 - San Pedro, † 2024)
- Charles Grant, ex giocatore di football americano statunitense (Colquitt, n. 1978)
- Charles Grant, giocatore di football americano statunitense (Portsmouth, n. 2002)
- Deon Grant, ex giocatore di football americano statunitense (Augusta, n. 1979)
- Doran Grant, ex giocatore di football americano statunitense (Akron, n. 1992)
- Jakeem Grant, giocatore di football americano statunitense (Athens, n. 1992)
- Jaydon Grant, giocatore di football americano statunitense (Portland, n. 1998)
- Kenneth Grant, giocatore di football americano statunitense (Merrillville, n. 2003)
- Larry Grant, giocatore di football americano statunitense (Santa Rosa, n. 1985)
- Richie Grant, giocatore di football americano statunitense (Lumberton, n. 1997)
- Ryan Grant, giocatore di football americano statunitense (Beaumont, n. 1990)
- Samajie Grant, giocatore di football americano statunitense (Compton, n. 1995)

## Hockeisti su ghiaccio(1)
- Benny Grant, hockeista su ghiaccio canadese (Owen Sound, n. 1908 - † 1991)

## Imprenditori(1)
- James Benton Grant, imprenditore, ingegnere minerario e militare statunitense (Contea di Russell, n. 1848 - Excelsior Springs, † 1911)

## Incisori(1)
- Charles Jameson Grant, incisore e illustratore britannico

## Maratoneti(1)
- Dick Grant, maratoneta statunitense (Manitoba, n. 1878 - St. Catharines, † 1958)

## Mezzofondisti(1)
- Alexander Grant, mezzofondista e siepista statunitense (St. Marys, n. 1874 - Narberth, † 1946)

## Militari(2)
- Charles James William Grant, militare britannico (Bourtie, n. 1861 - Sidmouth, † 1932)
- Johannes Grant, militare tedesco

## Musicisti(1)
- John Grant, musicista e cantautore statunitense (Denver, n. 1968)

## Nuotatrici(1)
- Virginia Grant, nuotatrice canadese (Toronto, n. 1937 - † 2017)

## Pallavoliste(1)
- Nia Grant, pallavolista statunitense (Warren, n. 1993)

## Piloti motociclistici(1)
- Mick Grant, pilota motociclistico britannico (Middlestown, n. 1944)

## Pittori(2)
- Duncan Grant, pittore scozzese (Rothiemurchus, n. 1885 - † 1978)
- Francis Grant, pittore e scrittore scozzese (Kilgraston, n. 1803 - Melton Mowbray, † 1878)

## Poeti(1)
- MuMs da Schemer, poeta e attore statunitense (New York, n. 1968 - Wilmington, † 2021)

## Politici(2)
- Hugh J. Grant, politico statunitense (New York, n. 1858 - New York, † 1910)
- Peter Grant, politico scozzese (Coatbridge, n. 1960)

## Produttori discografici(2)
- Alex da Kid, produttore discografico britannico (Bristol, n. 1982)
- Peter Grant, produttore discografico e manager britannico (Londra, n. 1935 - Eastbourne, † 1995)

## Pugili(1)
- Michael Grant, pugile statunitense (Chicago, n. 1972)

## Rapper(1)
- AJ Tracey, rapper britannico (Londra, n. 1994)

## Registi(1)
- Brian Grant, regista britannico

## Rugbisti a 15(1)
- Ryan Grant, rugbista a 15 britannico (Kirkcaldy, n. 1985)

## Sceneggiatori(2)
- Gil Grant, sceneggiatore e produttore televisivo statunitense
- Joe Grant, sceneggiatore e character designer statunitense (New York, n. 1908 - Glendale, † 2005)

## Sceneggiatrici(1)
- Susannah Grant, sceneggiatrice, regista e produttrice televisiva statunitense (New York, n. 1963)

## Sciatrici alpine(2)
- Lovisa Grant, ex sciatrice alpina svedese (n. 1995)
- Sterling Grant, ex sciatrice alpina statunitense (Minneapolis, n. 1987)

## Scrittori(5)
- Lee Child, scrittore britannico (Coventry, n. 1954)
- Charles L. Grant, scrittore statunitense (Newark, n. 1942 - † 2006)
- James Edward Grant, scrittore, sceneggiatore e regista statunitense (Chicago, n. 1905 - Burbank, † 1966)
- John Grant, scrittore e curatore editoriale britannico (Aberdeen, n. 1949 - Hewitt, † 2020)
- Michael Grant, scrittore statunitense (Los Angeles, n. 1954)

## Scrittrici(1)
- Linda Grant, scrittrice e giornalista britannica (Liverpool, n. 1951)

## Storici(1)
- Michael Grant, storico e numismatico britannico (Londra, n. 1914 - Londra, † 2004)

## Tenniste(1)
- Tyra Caterina Grant, tennista italiana (Roma, n. 2008)

## Tennisti(2)
- Bryan Grant, tennista statunitense (Atlanta, n. 1910 - Atlanta, † 1986)
- Geoff Grant, ex tennista statunitense (Englewood, n. 1970)

## Tenori(1)
- Walter Grant, tenore e attore italiano (Lucca, n. 1875 - Roma, † 1973)

## Velocisti(1)
- Robert Grant, velocista e ostacolista italiano (Phoenix, n. 1996)